# Christian Buttkus
Christian Buttkus (ur. 21 lutego 1944 w Tylży; zm. 4 marca 1965 w Kleinmachnow) – ofiara śmiertelna Muru Berlińskiego zastrzelona przez żołnierzy wojsk granicznych NRD podczas próby ucieczki do Berlina Zachodniego. 

## Życiorys
Christian Buttkus urodził się w 1944 r. jako drugie dziecko swoich rodziców w leżącej wówczas na terenie Prus Wschodnich Tylży. Pod koniec drugiej wojny światowej uciekająca przed Armią Czerwoną rodzina osiedliła się w berlińskiej dzielnicy Niederschönhausen. Po ukończeniu szkoły, na początku 1960 r. Buttkus rozpoczął naukę zawodu pracownika państwowych zakładów chemicznych VEB Berlin-Chemie, po której ukończeniu również znalazł tam zatrudnienie. W kwietniu 1964 r. zaręczył się z Ilse P. Wobec wizji rychłego powołania do służby wojskowej oraz braku perspektyw rozwojowych w NRD, wraz z narzeczoną podjął decyzję o ucieczce na Zachód. Jako że wspólny plan przewidywał ucieczkę z NRD przez wody Teltowkanal, w sierpniu tego samego roku Buttkus rozpoczął samodzielną konstrukcję sprzętu do nurkowania. Własnoręcznie zbudowany przyrząd okazał się jednak nieprzydatny, w związku z czym 1 marca 1965 r. oboje zrezygnowali z tych planów. 

## Ucieczka
Nowy pomysł ucieczki przewidywał przekroczenie granicy w pobliżu miejscowości Kleinmachnow przy wykorzystaniu intensywnych opadów śniegu. Para udała się tam kolejką miejską S-Bahn wieczorem 3 marca 1965 r. Oprócz pieniędzy, dokumentów i nożyc do cięcia drutu uciekinierzy zabrali ze sobą także dwa białe fartuchy maskujące. Wprost z dworca udali się do leżącego na terenie lasu pasa umocnień, zakładając uprzednio wspomniane fartuchy. Pokonawszy pierwszą z zapór, około godziny 1.15 uruchomili alarm. Biegnąc wzdłuż pasa śmierci kierowali się ku ostatnim przeszkodom, chcąc tym samym sforsować potrójny płot z drutu kolczastego. W tym momencie zostali dostrzeżeni przez parę wartowników oraz żołnierzy z odcinka kontrolnego, którzy otworzyli ogień. Spośród 199 wystrzelonych kul, 25 trafiło Buttkusa w górną część ciała, wskutek czego ranny zmarł na miejscu. Ilse P. otrzymała postrzał w podudzie. Podczas gdy zabierano ją do szpitala, żołnierze przenieśli zwłoki Buttkusa do jednego z rowów zaporowych w celu uniemożliwienia dojrzenia ich ze strony zachodniej. Sąd okręgowy w Poczadamie skazał Ilse P. na karę 20 miesięcy pozbawienia wolności w zawieszeniu.  
Po zjednoczeniu Niemiec prokuratura państwowa w Poczdamie wszczęła przeciwko strzelającym żołnierzom śledztwo zakończone wyrokiem sądowym, w wyniku którego winny śmierci Buttkusa skazany został 22 grudnia 1994 r. na karę 18 miesięcy pozbawienia wolności w zawieszeniu. Upamiętniający ofiarę drewniany krzyż, stojący w dzielnicy Berlina Zehlendorf usunięto w 1999 r.